# Inga Lewenhagen
Ingrid "Inga" Maria Lewenhagen född Ingrid Maria Söderberg senare Inga Norbeck 11 februari 1796 i Göteborg, död 9 januari 1852 i Stockholm, var en svensk skådespelare, balettdansare och konstnär (tecknare).
Fadern ska ha hetat Söderberg.  Hon var fosterdotter till skådespelaren Johan Peter Lewenhagen och Maria Kristina Björling, och är känd under namnet Lewenhagen under sin yrkesverksamma tid.   
Lewenhagen fick troligen sin utbildning som scenartist vid sin fosterfar Lewenhagens teatersällskap.  Hon var engagerad som både skådespelare vid Kungliga Dramatiska teatern och som balettdansös vid Kungliga Baletten 1812-1818.  
Lewenhagen studerade konst som elev till Louis Belanger.  Hon deltog i Konstakademiens utställningar 1815 och 1816.
Hon gifte sig 1818 med revisorskamrern vid kungliga teatrarna och senare räntmästare Johan Erik Nordbeck.  Hon slutade arbeta efter sitt giftermål.